# Singapur Open 1998
Die Singapur Open 1998 im Badminton fanden vom 10. bis zum 16. August 1998 statt. Das Preisgeld betrug 170.000 US-Dollar. Das Turnier hatte damit einen Fünf-Sterne-Status im World Badminton Grand Prix.

## Sieger und Platzierte
| Disziplin    | Gold                          | Silber                      | Bronze                                  |
| ------------ | ----------------------------- | --------------------------- | --------------------------------------- |
| Herreneinzel | Hendrawan                     | Peter Gade                  | Sun Jun                                 |
| Herreneinzel | Hendrawan                     | Peter Gade                  | Yong Hock Kin                           |
| Dameneinzel  | Ye Zhaoying                   | Susi Susanti                | Camilla Martin                          |
| Dameneinzel  | Ye Zhaoying                   | Susi Susanti                | Gong Zhichao                            |
| Herrendoppel | Sigit Budiarto Candra Wijaya  | Ricky Subagja Rexy Mainaky  | S. Antonius Budi Ariantho Denny Kantono |
| Herrendoppel | Sigit Budiarto Candra Wijaya  | Ricky Subagja Rexy Mainaky  | Tony Gunawan Halim Haryanto             |
| Damendoppel  | Ge Fei Gu Jun                 | Qin Yiyuan Tang Hetian      | Lotte Jonathans Nicole van Hooren       |
| Damendoppel  | Ge Fei Gu Jun                 | Qin Yiyuan Tang Hetian      | Huang Sui Lu Ying                       |
| Mixed        | Tri Kusharyanto Minarti Timur | Rikke Olsen Michael Søgaard | Chen Gang Tang Hetian                   |
| Mixed        | Tri Kusharyanto Minarti Timur | Rikke Olsen Michael Søgaard | Tesana Panvisavas Saralee Thungthongkam |

## Finalergebnisse
| Disziplin    | Sieger                        | Finalist                    | Ergebnis         |
| ------------ | ----------------------------- | --------------------------- | ---------------- |
| Herreneinzel | Hendrawan                     | Peter Gade                  | 15:10, 15:8      |
| Dameneinzel  | Ye Zhaoying                   | Susi Susanti                | 11:5, 11:6, 11:2 |
| Herrendoppel | Candra Wijaya Sigit Budiarto  | Ricky Subagja Rexy Mainaky  | 15:5, 15:5       |
| Damendoppel  | Ge Fei Gu Jun                 | Qin Yiyuan Tang Hetian      | 15:8, 15:13      |
| Mixed        | Tri Kusharyanto Minarti Timur | Michael Søgaard Rikke Olsen | 15:10, 15:8      |